# 秀春塘
秀春塘，在以前又被稱為秀州塘以及大官塘，是位於中國上海市松江區的一條橫跨石湖荡镇与永丰街道的河流，西起油墩港，东至松江市河，全长4.1公里。河面最宽处达85米。